# Воєводина
Воєво́дина, або Войво́дина (серб. Војводина, Vojvodina) — автономний край Сербії, розташований на північ від Дунаю. До Першої світової війни належав Австро-Угорщині. Центром (з грудня 2009 до липня 2012 — столицею) Воєводини є місто Новий Сад. Воєводина відома своїм багатонаціональним складом населення. Окрім сербів, що становлять 65-відсоткову більшість, у ній живуть угорці, хорвати, українці, словаки, цигани, румуни та німці. Більша частина вірян — православні (69 %). Офіційними мовами є сербська, угорська, словацька, румунська, русинська і хорватська.

На території Воєводини розташований регіон Бачка з чисельною українською (русинською) громадою.
Розташована в межах південної частини Середньодунайської (Тисо-Дунайської) низовини, що має слабо розчленований рельєф (висота 70—250 м). На південному заході ізольований кряж Фрушка гора (висота до 539 м), на південному сході відріг Південних Карпат (висота до 641 м).
Клімат помірний, континентальний. Середня температура липня 22—24 °C, січня від — 1,2 до 2,6 °C. Опадів 550—750 мм на рік.

## Річки
- Дунай
- Тиса
- Таміш
- Аранка

## Адміністративний поділ
| Округ                                                               | Адмін. центр       | Площа км² | Населення 2002 | Густота населення осіб/км² | Муніципалітети та міста | Кількість поселень |
| ------------------------------------------------------------------- | ------------------ | --------- | -------------- | -------------------------- | --- | ------------------ |
| Середньо-Банатський (Srednje-banatski okrug Средње-банатски округ)  | Зренянин           | 3 256     | 208 456        | 64.0                       | - Новий Бечей - Нова Црня - Житиште - Сечань - Зренянин                                                                                               | 55                 |
| Північно-Бацький (Severnobački okrug Севернобачки округ)            | Суботиця           | 1 784     | 200 140        | 112.2                      | - Суботиця - Бачка-Топола - Малі-Іджеш | 45                 |
| Північно-Банатський (Severno-banatski okrug Северно-банатски округ) | Кикинда            | 2 329     | 165 881        | 71.2                       | - Каніжа - Сента - Ада - Чока - Новий Кнежеваць - Кикинда                                                                                             | 50                 |
| Південно-Бацький (Južnobački okrug Јужнобачки округ)                | Новий Сад          | 4 016     | 593 666        | 147.8                      | - Србобран - Бач - Бечей - Вербас - Бачка-Паланка - Бачкі-Петровац - Жабаль - Тітел - Темерін - Беочин - Сремські Карловці - Новий Сад - Петроварадин | 77                 |
| Південно-Банатський (Južno-banatski okrug Јужно-банатски округ)     | Панчево            | 4 245     | 313 937        | 73.6                       | - Пландіште - Опово - Ковачиця - Алібунар - Вршац - Бела-Црква - Панчево - Ковін                                                                      | 94                 |
| Сремський (Sremski okrug Сремски округ)                             | Сремська Митровиця | 3 486     | 335 901        | 96.4                       | - Шид - Інджія - Сремська Митровиця - Іріґ - Рума - Стара Пазова - Печинці                                                                            | 109                |
| Західно-Бацький (Zapadno-bački okrug Западно-бачки округ)           | Сомбор             | 2 420     | 214 011        | 88.4                       | - Сомбор - Апатін - Оджаці - Кула | 37                 |

## Українці Воєводини
Масове переселення українців до Воєводини розпочалося у XVIII ст., коли австрійський уряд запросив їх до щойно відвойованих у турків земель на лівому березі Дунаю. Перші переселенці потрапили до Воєводини з північно-східної Пряшівщини та Закарпаття, особливо з тих місць, де місцеве населення зберегло своє національне ім'я русинів та греко-католицьку релігію, але мову значним чином перейняло від своїх сусідів словаків. Сучасні русини Воєводини користуються на письмі кириличною абеткою (так само як і українці в Україні), але їх літературна мова близька до східнословацьких діалектів, а новітні слова та офіційні терміни здебільшого калькуються із сербської мови. Нащадки переселенців дотепер називають себе русинами, відчуваючи свою спорідненість як з русинами Пряшівщини та Закарпаття, так і з українцями Великої України. Серед місцевого населення дуже розповсюджені загальноукраїнські пісні (воєводинський дослідник Онуфрій Тимко наводить у своїй збірці «Наша пісня» 1953 р. такі пісні як «Взяв би я бандуру», «Ніч така місячна», «Чорнії очі» та інші), а місцева русинська організація називається Союз русинів-українців Сербії.
За переписом 1910 року, останнім переписом населення Австро-Угорщини, у Воєводині жило 13 497 (0,9 %) українців, 510 754 (33,8 %) сербів, 425 672 (28,1 %) угорців та 324 017 (21,4 %) німців.

### Відомі українці
- Костельник Гавриїл Федорович (1886, Руський Крстур — 1948) — засновник літературної мови українців Воєводини, вважав місцеву говірку діалектом української мови, який зазнав впливів з боку польської та словацької мов.
- Надь Гавриїл (1913, Старий Врбас — 1983,Коцур) — український мовознавець, педагог, перекладач, поет.
- Кочиш Євген Михайлович (1910, Джюрджево — 1984, Сремські Карловці) — український письменник, поет, драматург.
- Кочиш Микола Михайлович (1928, Джюрджево — 1973, Новий Сад) — український лінгвіст, письменник.
- Рамач Михайло Юрійович (1951, Руський Крстур) — журналіст, перекладач, поет, телевізійний сценарист.

### Цікаві факти
По розпаду Австро-Угорщини, 25 листопада 1918 року, у Новому Саді зібралося Народне віче, яке проголосило про приєднання Воєводини до Сербії та майбутньої Югославії. Першим головою місцевого парламенту (Великої Народної Скупщини Воєводини), став греко-католицький священик із Нового Саду, член місцевої «Просвіти» Іван (Йован) Хранилович (1855—1924).

Емблема Союзу русинів-українців Сербії.